# Boxe (automobilismo)
Em um autódromo, boxe é o local reservado para que cada equipe (também chamado de escuderia) de competição esportiva que disputam a prova, monte a sua oficina para atendimento e apoio técnico aos carros de corridas e aos pilotos.